# Tomohiro Shinno
Tomohiro Shinno (真野 友博 Shinno Tomohiro?), född 17 augusti 1996, är en japansk höjdhoppare.

## Karriär
I februari 2020 tog Shinno brons vid japanska inomhusmästerskapen i Osaka efter ett hopp på 2,18 meter. I september 2020 förbättrade han sitt personbästa till 2,31 meter vid en tävling i Kumagaya. Följande månad tog Shinno guld vid japanska mästerskapen efter ett hopp på 2,30 meter. I mars 2021 tog han silver vid japanska inomhusmästerskapen efter att endast besegrats av Naoto Tobe. I juni 2021 tog Shinno även silver vid japanska mästerskapen i Osaka, återigen besegrad av Naoto Tobe.
I mars 2022 tog Shinno guld vid japanska inomhusmästerskapen efter ett hopp på 2,24 meter. I juni tog han sitt andra guld vid japanska mästerskapen efter ett hopp på 2,30 meter. Följande månad tävlade Shinno vid VM i Eugene, där han slutade på åttonde plats. I juni 2023 tog Shinno brons vid japanska mästerskapen efter ett hopp på 2,25 meter. I augusti 2023 vid VM i Budapest gick han inte vidare från kvalet och avslutade tävlingen med ett bästa hopp på 2,18 meter.

## Tävlingar

### Internationella
| År                 | Tävling            | Plats              | Placering          | Gren               | Distans            |
| Tävlande för Japan | Tävlande för Japan | Tävlande för Japan | Tävlande för Japan | Tävlande för Japan | Tävlande för Japan |
| ------------------ | ------------------ | ------------------ | ------------------ | ------------------ | ------------------ |
| 2022               | Världsmästerskapen | Eugene             | 8:e                | Höjdhopp           | 2,27 m             |
| 2023               | Världsmästerskapen | Budapest           | 31:a (kval)        | Höjdhopp           | 2,18 m             |

### Nationella
| - Japanska friidrottsmästerskapen (utomhus): - 2020: Guld – Höjdhopp (2,30 meter, Niigata) - 2021: Silver – Höjdhopp (2,27 meter, Osaka) - 2022: Guld – Höjdhopp (2,30 meter, Osaka) - 2023: Brons – Höjdhopp (2,25 meter, Osaka) | - Japanska friidrottsmästerskapen (inomhus): - 2020: Brons – Höjdhopp (2,18 meter, Osaka) - 2021: Silver – Höjdhopp (2,24 meter, Osaka) - 2022: Guld – Höjdhopp (2,24 meter, Osaka) |

## Personliga rekord
| Utomhus - Höjdhopp – 2,31 m (Kumagaya, 20 september 2020) | Inomhus - Höjdhopp – 2,24 m (Osaka, 18 mars 2021) |